# Eupithecia despicienda
Eupithecia despicienda är en fjärilsart som beskrevs av Butler 1889. Eupithecia despicienda ingår i släktet Eupithecia och familjen mätare. Inga underarter finns listade i Catalogue of Life.